# Lourties-Monbrun
Lourties-Monbrun – miejscowość i gmina we Francji, w regionie Oksytania, w departamencie Gers.
Według danych na rok 1990 gminę zamieszkiwały 102 osoby, a gęstość zaludnienia wynosiła 11 osób/km² (wśród 3020 gmin regionu Midi-Pireneje Lourties-Monbrun plasuje się na 961. miejscu pod względem liczby ludności, natomiast pod względem powierzchni na miejscu 1145.).